# Liste der Baudenkmale in Halbe
In der Liste der Baudenkmale in Halbe sind alle Baudenkmale der brandenburgischen Gemeinde Halbe und ihrer Ortsteile aufgelistet. Grundlage ist die Veröffentlichung der Landesdenkmalliste mit dem Stand vom 1. Januar 2025. Die Bodendenkmale sind in der Liste der Bodendenkmale in Halbe aufgeführt.

## Baudenkmale in den Ortsteilen
In den Spalten befinden sich folgende Informationen:
- ID-Nr.: Die Nummer wird vom Brandenburgischen Landesamt für Denkmalpflege vergeben. Ein Link hinter der Nummer führt zum Eintrag über das Denkmal in der Denkmaldatenbank. In dieser Spalte kann sich zusätzlich das Wort Wikidata befinden, der entsprechende Link führt zu Angaben zu diesem Denkmal bei Wikidata.
- Lage: die Adresse des Denkmales und die geographischen Koordinaten. Link zu einem Kartenansichtstool, um Koordinaten zu setzen. In der Kartenansicht sind Denkmale ohne Koordinaten mit einem roten beziehungsweise orangen Marker dargestellt und können in der Karte gesetzt werden. Denkmale ohne Bild sind mit einem blauen bzw. roten Marker gekennzeichnet, Denkmale mit Bild mit einem grünen beziehungsweise orangen Marker.
- Bezeichnung: Bezeichnung in den offiziellen Listen des Brandenburgischen Landesamtes für Denkmalpflege. Ein Link hinter der Bezeichnung führt zum Wikipedia-Artikel über das Denkmal.
- Beschreibung: die Beschreibung des Denkmales
- Bild: ein Bild des Denkmales und gegebenenfalls einen Link zu weiteren Fotos des Baudenkmals im Medienarchiv Wikimedia Commons

### Brand
| ID-Nr.                           | Lage                 | Bezeichnung | Beschreibung                                                                                    | Bild                       |
| -------------------------------- | -------------------- | --- | ----------------------------------------------------------------------------------------------- | -------------------------- |
| 09140820                         | Brand 51, 52 (Lage)  | Bahnhof Brand, bestehend aus Abfertigungs- und Empfangsgebäude mit Bahnsteig, Wohnhaus mit zwei Nebengebäuden sowie Wasserstation; einschließlich des teilweise gepflasterten Umfeldes der Gebäude |                                                                                                 | weitere Bilder             |
| 09140825 Teilobjekt zu: 09140820 | Brand 51 (Lage)      | Bahnhofsempfangsgebäude | Das Gebäude stammt aus den 1870er Jahren und wurde um 1900 erweitert.                           | Bahnhofsempfangsgebäude    |
| 09140821 Teilobjekt zu: 09140820 | Brand 52 (Lage)      | Wohnhaus | Das Wohnhaus steht südlich des Bahnhofsgebäudes und entstand um 1870.                           | Wohnhaus                   |
| 09140823 Teilobjekt zu: 09140820 | Brand 52 (Lage)      | Stall und Toilettengebäude |                                                                                                 | Stall und Toilettengebäude |
| 09140824 Teilobjekt zu: 09140820 | Brand 52 (Lage)      | Stall |                                                                                                 | Stall                      |
| 09140822 Teilobjekt zu: 09140820 | Brand 51 & 52 (Lage) | Wasserstation | Die Wasserstation steht südlich des Wohnhauses und schließt das Bahnhofsensemble nach Süden ab. | Wasserstation              |

### Briesen
| ID-Nr.                           | Lage                                                                  | Bezeichnung | Beschreibung | Bild |
| -------------------------------- | --------------------------------------------------------------------- | --- | --- | --- |
| 09140055                         | Unter den Linden, Elisabeth-von-Schlieben-Straße, Siedlerweg 1 (Lage) | Neues Herrenhaus mit Parkanlage und Einfriedungsmauer sowie Wirtschaftsgebäude | Das Gutsschloss ist von 1910 bis 1912 im Stil des Neubarocks erbaut worden. Der Park wurde von 1910 bis 1930 errichtet. | Neues Herrenhaus mit Parkanlage und Einfriedungsmauer sowie Wirtschaftsgebäude |
| 09141016 Teilobjekt zu: 09140055 | Unter den Linden, Elisabeth-von-Schlieben-Straße, Siedlerweg 1 (Lage) | Gutspark | | Gutspark |
| 09141016 Teilobjekt zu: 09140055 | Unter den Linden, Elisabeth-von-Schlieben-Straße, Siedlerweg 1 (Lage) | Wirtschaftsgebäude | | BW |
| 09140062                         | Kirchweg 1 (Lage)                                                     | Fachwerkwohnhaus | | Fachwerkwohnhaus |
| 09140073                         | Siedlerweg 1, 2, 10, 11 (Lage)                                        | Altes Herrenhaus Briesen mit Remisengebäude, einschließlich Grundriss des Kerns der ursprünglichen Gutshofanlage sowie die den Gutshof begrenzenden Wohn- und Wirtschaftsgebäude in Lage und Kubatur | Ein verputzter Fachwerkbau, wahrscheinlich in der Mitte des 18. Jahrhunderts erbaut.                                    | Altes Herrenhaus Briesen mit Remisengebäude, einschließlich Grundriss des Kerns der ursprünglichen Gutshofanlage sowie die den Gutshof begrenzenden Wohn- und Wirtschaftsgebäude in Lage und Kubatur |
| 09141016 Teilobjekt zu: 09140073 | Siedlerweg (Lage)                                                     | Remise | Eingeschossiger Bau westlich des Gutshauses von 1924                                                                    | Remise |
| 09140022                         | Unter den Linden 12 (Lage)                                            | Wohnhaus und Wirtschaftsgebäude | | weitere Bilder |
| 09140981 Teilobjekt zu: 09140022 | Unter den Linden 12 (Lage)                                            | Wirtschaftsgebäude | | Wirtschaftsgebäude |
| 09140023                         | Unter den Linden 26 (Lage)                                            | Wohnhaus mit östlichem Wirtschaftsgebäude | | weitere Bilder |
| 09140982 Teilobjekt zu: 09140023 | Unter den Linden 26 (Lage)                                            | Wirtschaftsgebäude | | Wirtschaftsgebäude |

### Freidorf
| ID-Nr.   | Lage              | Bezeichnung | Beschreibung | Bild |
| -------- | ----------------- | --- | ------------ | --- |
| 09140088 | Dorfstraße (Lage) | Sowjetischer Ehrenfriedhof für 119 sowjetische Soldaten und Offiziere, gefallen in den Kämpfen bei Halbe im Frühjahr 1945 |              | Sowjetischer Ehrenfriedhof für 119 sowjetische Soldaten und Offiziere, gefallen in den Kämpfen bei Halbe im Frühjahr 1945 |

### Halbe
| ID-Nr.                           | Lage                             | Bezeichnung                                                                                             | Beschreibung | Bild                                    |
| -------------------------------- | -------------------------------- | --- | --- | --------------------------------------- |
| 09140847                         | (Lage)                           | Preußischer Meilenstein „VII Meilen bis Berlin“, nördlich von Märkisch Buchholz an der Bundesstraße 179 | | weitere Bilder                          |
| 09140120                         | (Lage)                           | Waldfriedhof                                                                                            | Der Waldfriedhof ist eine der größten Kriegsgräberstätten Deutschlands. Dort ruhen über 28.000 Opfer des Zweiten Weltkrieges, überwiegend im Kessel von Halbe Gefallene, aber auch hingerichtete Deserteure der Wehrmacht, Zwangsarbeiter und zwischen 1945 und 1947 Verstorbene aus dem sowjetischen Speziallager Ketschendorf. | weitere Bilder                          |
| 09140451                         | Bahnhofstraße 30, 30a, 31 (Lage) | Bahnhof Halbe, bestehend aus Bahnhofsempfangsgebäude und „Königlichem Empfangsgebäude“                  | 1865 von August Orth errichtet | weitere Bilder                          |
| 09141227 Teilobjekt zu: 09140451 | Bahnhofstraße 30, 30a (Lage)     | Bahnhofsempfangsgebäude & Güterschuppen                                                                 | Das Empfangsgebäude für den normalen Verkehr steht nördlich des Kaiserbahnhofs. Der Güterschuppen steht in dessen nördlichem Teil. | Bahnhofsempfangsgebäude & Güterschuppen |
| 09141227 Teilobjekt zu: 09140451 | Bahnhofstraße 31 (Lage)          | Bahnhofsempfangsgebäude & Güterschuppen                                                                 | Das Empfangsgebäude für den normalen Verkehr steht nördlich des Kaiserbahnhofs. Der Güterschuppen steht in dessen nördlichem Teil. | weitere Bilder                          |
| 09140529                         | Kirchstraße 6 (Lage)             | Dorfschule                                                                                              | Ein- und zweigeschossiger gelber Ziegelbau auf T-förmigem Grundriss mit Satteldach. Er stammt aus dem Jahr 1902 (Änderungsbauten 1906-1907 und 1959). | weitere Bilder                          |
| 09140550                         | Kirchstraße 7 (Lage)             | Evangelische Dankes-Kirche mit Gemeindesaal und Pfarrhaus                                               | Die neobarocke evangelische Dankeskirche wurde in den Jahren 1913 und 1914 vom Berliner Architekten Curt Steinberg errichtet. Im Innenraum befindet sich ein Kanzelaltar in Ädikulaform aus der Bauzeit der Kirche. | weitere Bilder                          |
| 09141333 Teilobjekt zu: 09140550 | Kirchstraße 7 (Lage)             | Verbindungsbau                                                                                          | | Verbindungsbau                          |
| 09141334 Teilobjekt zu: 09140550 | Kirchstraße 7 (Lage)             | Pfarrhaus                                                                                               | | Pfarrhaus                               |
| 09140752 Teilobjekt zu: 09140550 | Kirchstraße 7 (Lage)             | Glocke                                                                                                  | | BW                                      |
| 09140753 Teilobjekt zu: 09140550 | Kirchstraße 7 (Lage)             | Glocke                                                                                                  | | BW                                      |

### Oderin
| ID-Nr.   | Lage                | Bezeichnung | Beschreibung | Bild           |
| -------- | ------------------- | ----------- | --- | -------------- |
| 09140563 | Am Dorfplatz (Lage) | Dorfkirche  | Die Dorfkirche entstand im Jahr 1894 vermutlich auf den Überresten eines Vorgängerbaus aus dem 17. Jahrhundert. Der streng gegliederte, neugotische Ziegelbau besitzt einen aufwendig gearbeiteten Westturm mit einer polygonalen Apsis. | weitere Bilder |

### Teurow
| ID-Nr.   | Lage               | Bezeichnung | Beschreibung | Bild |
| -------- | ------------------ | --- | ------------ | --- |
| 09140337 | Schulstraße (Lage) | Sowjetischer Ehrenfriedhof für 86 sowjetische Soldaten und Offiziere sowie für 61 sowjetische Kriegsgefangene, im Raum Halbe 1945 gefallen |              | Sowjetischer Ehrenfriedhof für 86 sowjetische Soldaten und Offiziere sowie für 61 sowjetische Kriegsgefangene, im Raum Halbe 1945 gefallen |